# Rosny-sous-Bois
Rosny-sous-Bois [rɔnisu'bwa] ist eine französische Stadt im Département Seine-Saint-Denis in der Region Île-de-France, ca. zehn Kilometer (Luftlinie) östlich des Zentrums von Paris. Die Einwohner werden Rosnéens genannt.
Der Ort zählt 45.947 Einwohner (Stand 1. Januar 2022).

## Geografie
Rosny-sous-Bois liegt nur wenige Kilometer von der Pariser Stadtgrenze entfernt und damit im engeren Agglomerationsgürtel der Hauptstadt von Frankreich. Heute ist praktisch das ganze Gemeindegebiet bebaut. Das Bächlein Molette, welches später indirekt in die Seine mündet, entspringt im Gemeindegebiet von Rosny-sous-Bois.

## Bevölkerungsentwicklung
| Jahr                       | 1962   | 1968   | 1975   | 1982   | 1990   | 1999   | 2006   | 2017   |
| Einwohner                  | 21.001 | 30.705 | 35.784 | 36.970 | 37.489 | 39.105 | 41.174 | 46.207 |
| Quellen: Cassini und INSEE |        |        |        |        |        |        |        |        |

## Sehenswürdigkeiten
- Kirche Sainte-Geneviève
- Fort de Rosny

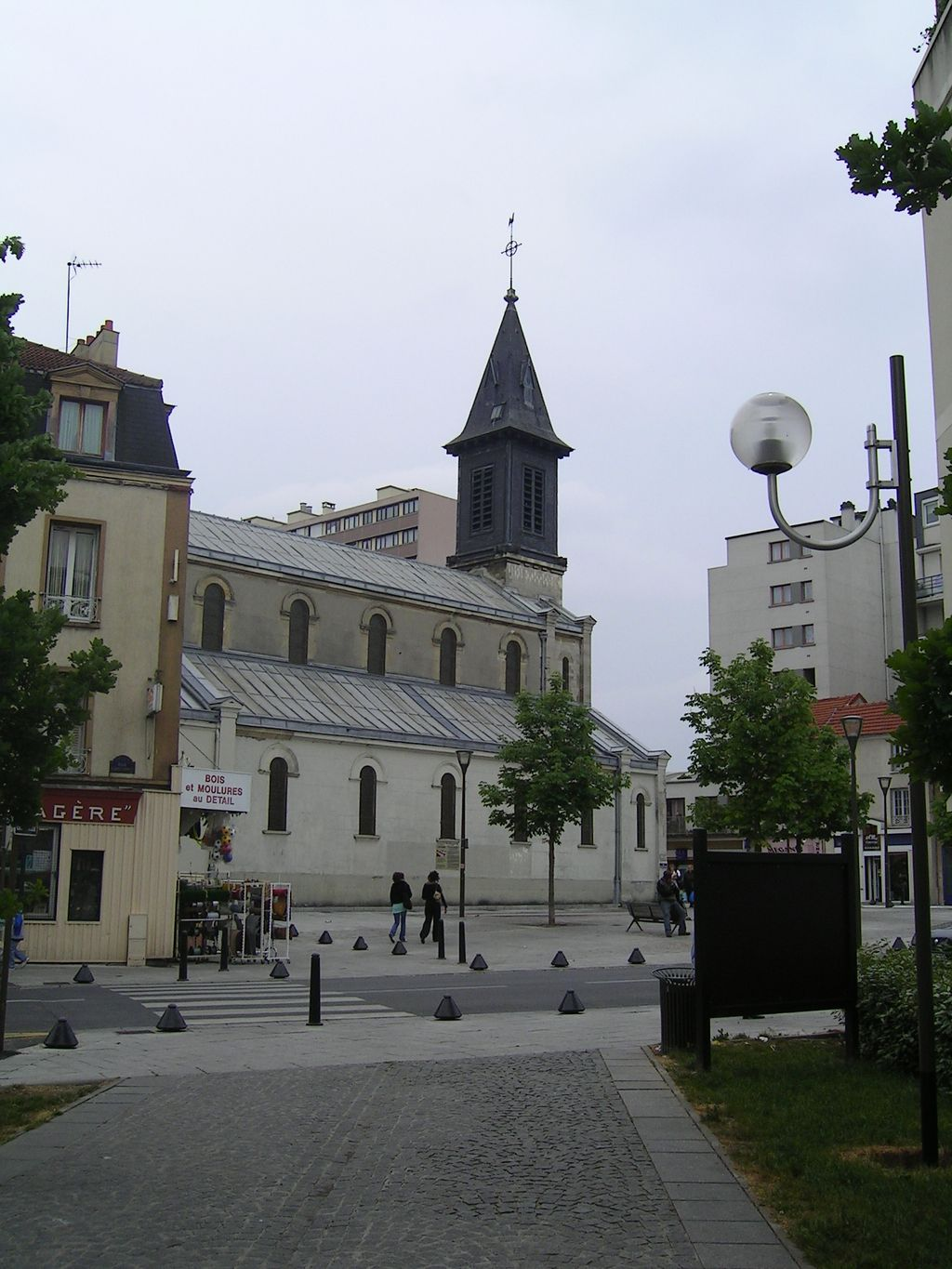
Kirche Sainte-Geneviève

- Eisenbahnmuseum Rosny-Rail (Außenstelle des Mühlhausener Eisenbahnmuseums Cité du Train)

## Institutionen
In der Stadt befindet sich eines von drei Ausbildungszentren für Artisten und Zirkusmenschen in Frankreich, die École Nationale des Arts du Cirque de Rosny-sous-Bois.

## Verkehr
Die Stadt verfügt über zwei Bahnhöfe, Rosny–Bois-Perrier und Rosny-sous-Bois, an der Bahnstrecke Paris–Mulhouse. An diesen halten Züge der Linie E des S-Bahn-ähnlichen Réseau Express Régional (RER). Mit dem Bau einer Verlängerung der Pariser Metrolinie 11 von deren Station Mairie des Lilas zum Bahnhof Rosny–Bois-Perrier wurde Ende 2016 begonnen; die Eröffnung ist für 2022/23 vorgesehen.
Außerdem führt durch die Stadt die Pariser Ringautobahn Autoroute A86, die über die Anschlussstelle Nr. 17/17.2 erreicht werden kann. Im Norden der Gemeinde kreuzt sie die Autoroute A 3.

## Städtepartnerschaften
Rosny-sous-Bois ist seit 1990 mit dem rheinischen Übach-Palenberg verschwistert, seit 2005 bestehen Freundschafts- und Kooperationsverträge mit Yanzhou in der Volksrepublik China und Cotonou in Benin.

## Persönlichkeiten
- Alain Goraguer (1931–2023), Jazzmusiker
- André Villéger (* 1945), Jazzmusiker
- Nicolas Douchez (* 1980), Fußballtorwart